# Castelnau-de-Médoc
 Castelnau-de-Médoc  es una población y comuna francesa, situada en la región de Aquitania, departamento de Gironda, en el distrito de Burdeos y cantón de Castelnau-de-Médoc.

## Deporte
- Castelnau Médoc Basket-Club

## Demografía
| 1388 | 1573 | 2148 | 2621 | 2773 | 3165 |
| Para los censos de 1962 a 1999 la población legal corresponde a la población sin duplicidades (Fuente: INSEE [Consultar]) |      |      |      |      |      |